# Artemis IV
Az Artemis IV a NASA Artemis-programjának negyedik űrrepülése. Egy Space Launch System rakétával és egy Orion űrhajóval fogják kilőni a négy asztronautát a Lunar Gateway űrállomásra. A program második személyzetes Holdra szállása lett. Indítása leghamarabb 2028 szeptemberére várható.

## Áttekintés

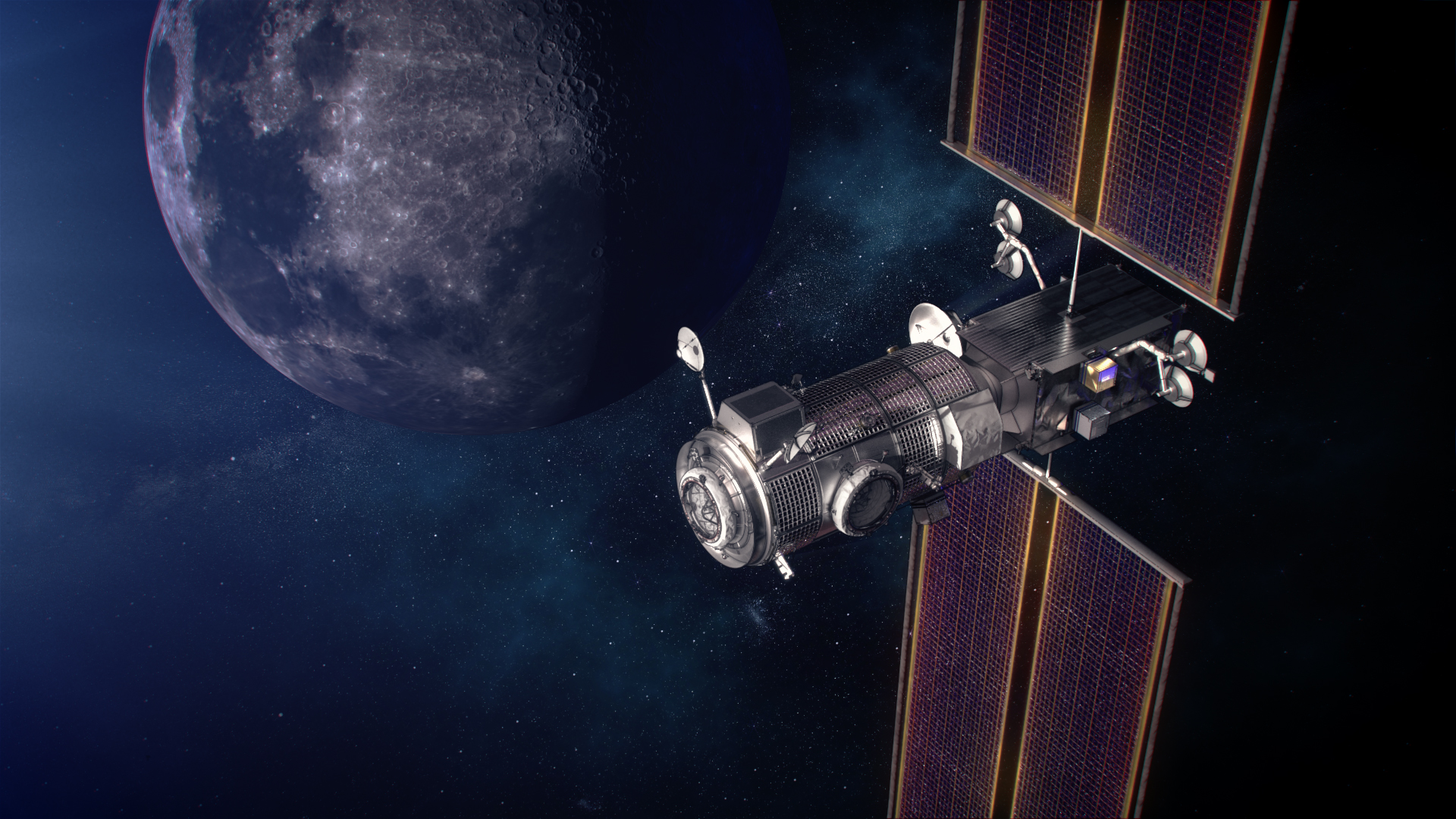
Az összeszerelt Lunar Gateway

A repülés fő célja a Lunar Gateway összeállítása lesz. Az Európai Űrügynökség és a Japán Űrügynökség által létrehozott International Habitation Module-t fogják a Gateway-hez szállítani. A modult hozzá fogják kapcsolni az első Gateway-elemekkel.
Az űrhajósok ezt követően fel fognak szállni egy dokkolt Starship HLS-re és le fognak szállni egy több napos küldetésre a Holdra.
A Space Launch System Block 1B felépítésének első repülése lesz, aminek részeként a Exploration Upper Stage átveszi az Interim Cryogenic Propulsion Stage helyét, amit az első három küldetés során használtak.

## Személyzet
Ez lesz az Artemis-program első űrrepülése, amelyen az Európai Űrügynökség űrhajósa is részt vesz.

## Az űrhajó

### Space Launch System
A Space Launch System szupernehéz hordozórakéta, ami az Orion űrhajót eljuttatja a Földtől a Hold körüli pályára. Az Artemis IV az első repülés, ahol az SLS Block 1B-t fogják használatba venni, aminek felső fokozata sokkal nagyobb, mint az előzőnek, illetve több tehert fog tudni szállítani. A kilencedik küldetéstől a Block 2 lesz a hordozórakéta.

### Orion
Az Orion űrhajót használják az összes Artemis-küldetés alatt. A személyzetet a Földről a Lunar Gateway-hez szállítja, majd visszahozza őket a Földre. Kapacitása négy fő, illetve akár másodlagos tehert is tud szállítani mélyűri küldetésekre. Ezen a küldetésen az egyik feladata az I-HAB leszállítása is lesz.

### Lunar Gateway
A Lunar Gateway egy kis méretű űrállomás, amit 2024 végén terveznek összeállítani közel egyenes vonalú halopályán a Hold körül. A Gateway első két részét a SpaceX Falcon Heavy rakétájával fogják Hold körüli pályára állítani, még az Artemis IV kezdete előtt.

### Human Landing System
A jelenleg létező tervek szerint az HLS B konfigurációját fogják használni a küldetés során.

### Mobile Launcher 2
Az SLS Block 1B nagyobb súlya miatt szükséges lesz az indítás idején a Mobile Launcher egyik továbbfejlesztett verziója. Ennek kivitelezése során több problémába is ütközött a Bechtel, annak ellenére, hogy kulcsfontosságú a küldetés időben történő megkezdéséhez. A Mobile Launcher 2 esetleges késése az Artemis IV elhalasztásához is vezethet. A felügyelői iroda számításai szerint leghamarabb 2026 novemberére készülhet el.